# Cerkiew św. Michała Archanioła w Świątkowej Małej
Cerkiew św. Michała Archanioła w Świątkowej Małej – dawna łemkowska cerkiew greckokatolicka w Świątkowej Małej z 1762.
Obecnie rzymskokatolicki kościół filialny parafii Matki Bożej Niepokalanej w Desznicy.
Obiekt w 1965 wpisany na listę zabytków oraz włączony do podkarpackiego Szlaku Architektury Drewnianej.

## Historia
Cerkiew w Świątkowej Małej istniała już w 1581, jako świątynia pomocnicza parafii prawosławnej w Grabiu. Parafia ta zmieniła wyznanie po podpisaniu aktu unii brzeskiej. W 1762 wzniesiono obecną budowlę, jako cerkiew pomocniczą, należącą do parafii w Rozstajnem. Po 1860 zmieniono przynależność administracyjną świątyni, czynią ją tym razem pomocniczym obiektem sakralnym parafii w Świątkowej Wielkiej. Na przełomie XIX i XX wieku dokonano znaczącej przebudowy obiektu, dodając wieżę nad przedsionkiem i zamieniając pierwotną namiotową kopułę nad babińcem na dach dwuspadowy. 
W 1927, w czasie tzw. schizmy tylawskiej, wszyscy mieszkańcy Świątkowej Małej przeszli na prawosławie. Zrezygnowali jednak z wznoszenia nowej cerkwi, uczęszczając na nabożeństwa do kaplicy w Świątkowej Wielkiej. Dotychczas użytkowana świątynia została natomiast zamknięta w 1931. W latach 50. XX wieku niemal całkowicie zdewastowany. obiekt z rozkradzionym wyposażeniem wnętrza zaadaptowano na kościół rzymskokatolicki. Do świątyni przeniesiono te elementy wyposażenia, jakie udało się uratować ze zniszczonej po 1947 cerkwi w Rozstajnem. W latach 70. obiekt został kilkakrotnie okradziony - złodzieje wycięli królewskie wrota z ikonostasu oraz wynieśli ikony rzędu świąt. Ikonostas nigdy nie został uzupełniony. Odnowiona w latach 1975-78. W 1991 ikonostas i kilka ikon poddano konserwacji. Generalny remont świątyni przeprowadzono w 2010. Obejmował między innymi wyminę podwalin, zrębu ściany południowej nawy, oszalowania, pokrycia gontowego oraz konserwację ikon.

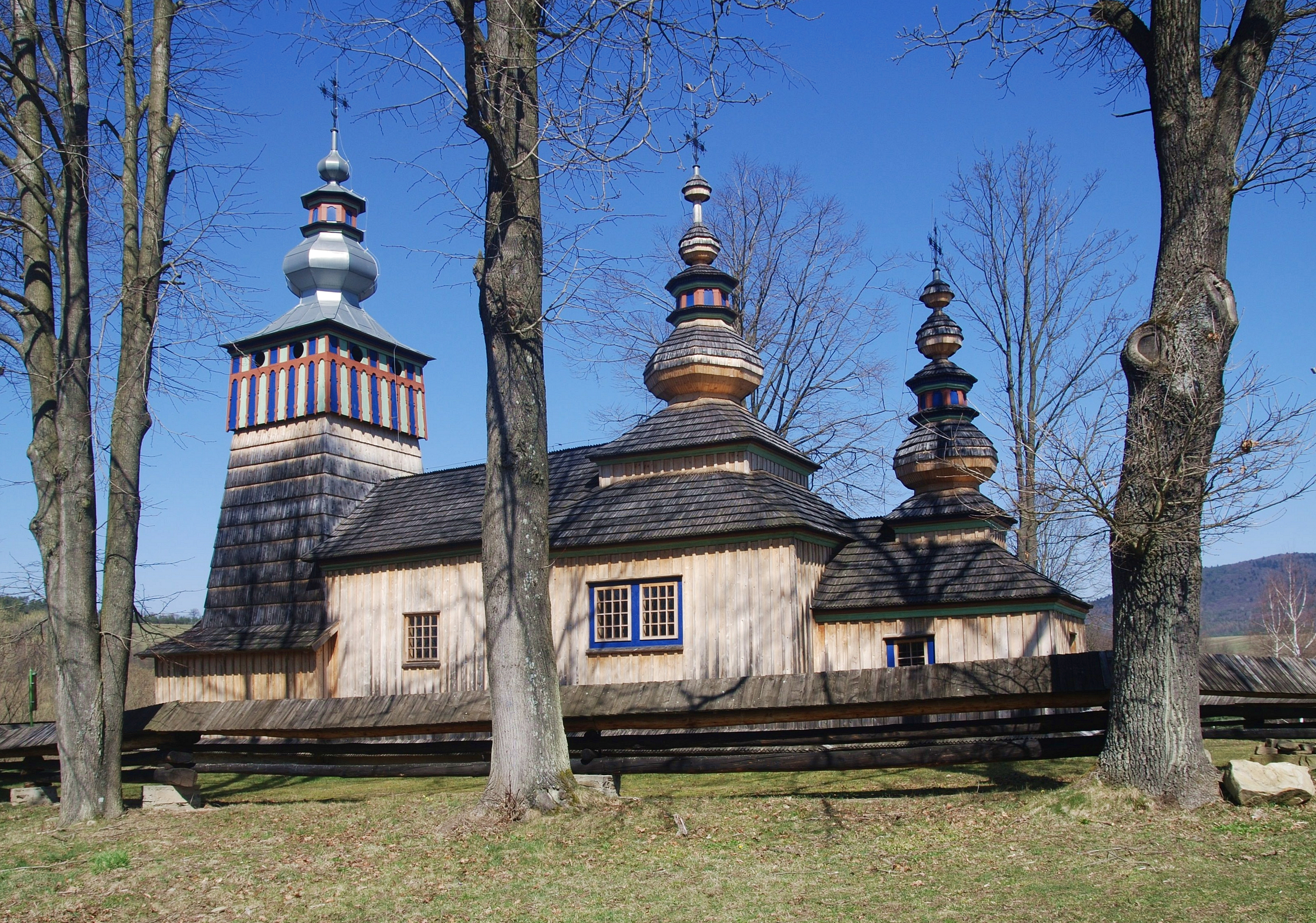
Widok od strony południowej
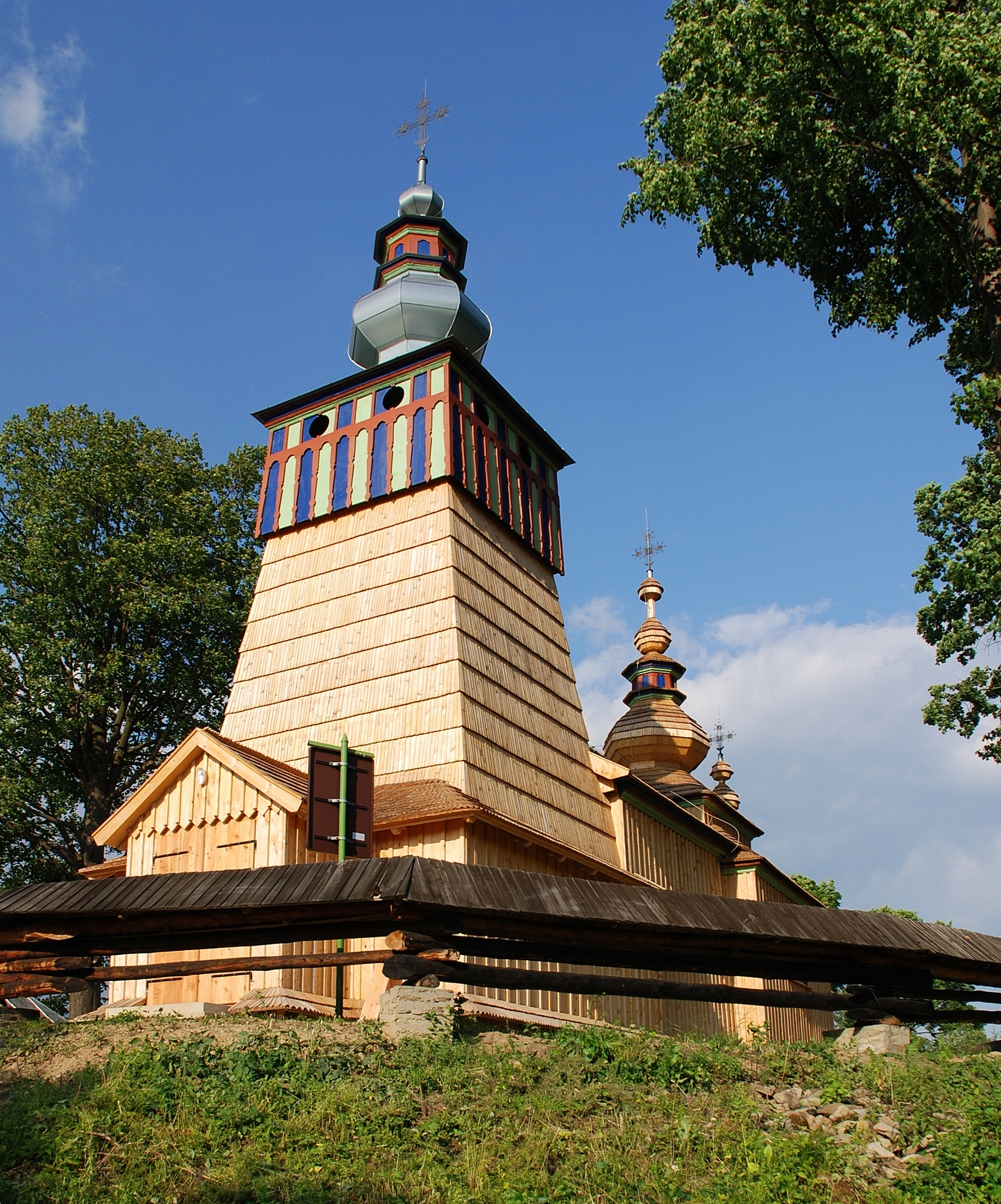
Widok od strony zachodniej
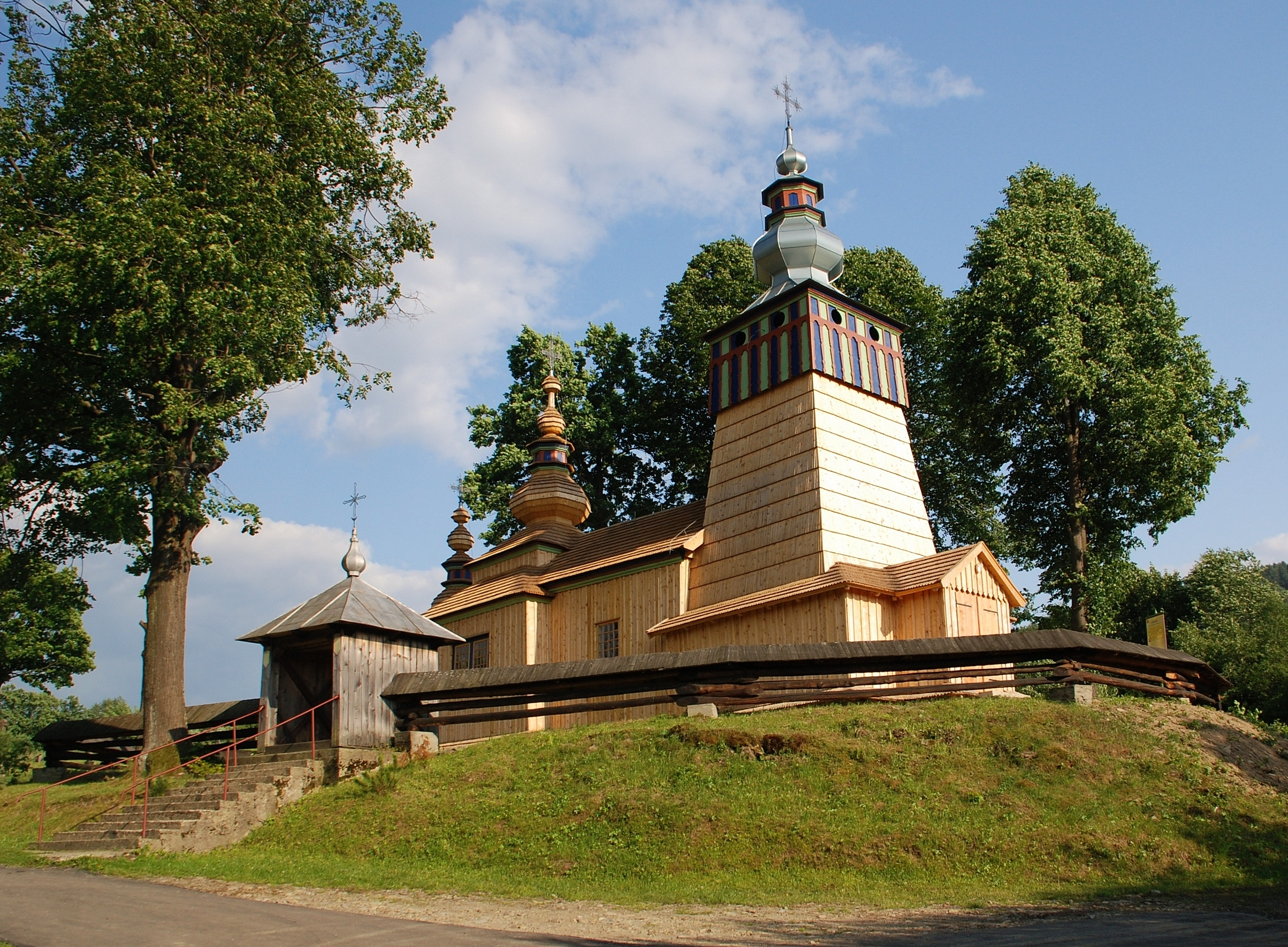
Widok od strony północnej

## Architektura i wyposażenie
Jest to budowla drewniana, konstrukcji zrębowej, orientowana, trójdzielna (babiniec, nawa, prezbiterium). Za babińcem wieża konstrukcji słupowo-ramowej, z przedsionkiem w przyziemiu, o pochyłych ścianach, z dachem namiotowym, zwieńczona hełmem z baniastą kopułą, z pozorną latarnią. Nad nawą i prezbiterium dachy namiotowe, łamane, z baniami i kutymi krzyżami, nad babińcem dach dwuspadowy. Dachy kryte gontem, hełm wieży blachą.
Wnętrza nawy i prezbiterium nakryte kopułami zrębowymi, w babińcu i przedsionku stropy płaskie. W babińcu chór muzyczny z prostym parapetem. Zachował się zniszczony przez nieznanych złodziei ikonostas z 1670, w którym brakuje carskich oraz diakońskich wrót i ikon w rzędzie świąt oraz proroków. Przetrwały natomiast wizerunki w rzędzie Deesis, w którym znajdują się postacie apostołów, ewangelistów, Jana Chrzciciela oraz dwie ikony Matki Bożej - jedna z nich, typu Eleusa, zastępuje tradycyjne wyobrażenie Chrystusa na centralnym miejscu w rzędzie. W miejscu carskich wrót wstawiony został obraz Chrystusa Nauczającego. Na ścianach bocznych cerkwi znajdują się jeszcze inne ikony, w tym wyobrażenie Sądu Ostatecznego z 1653 oraz postać Matki Bożej typu Hodegetrii z 1670. 

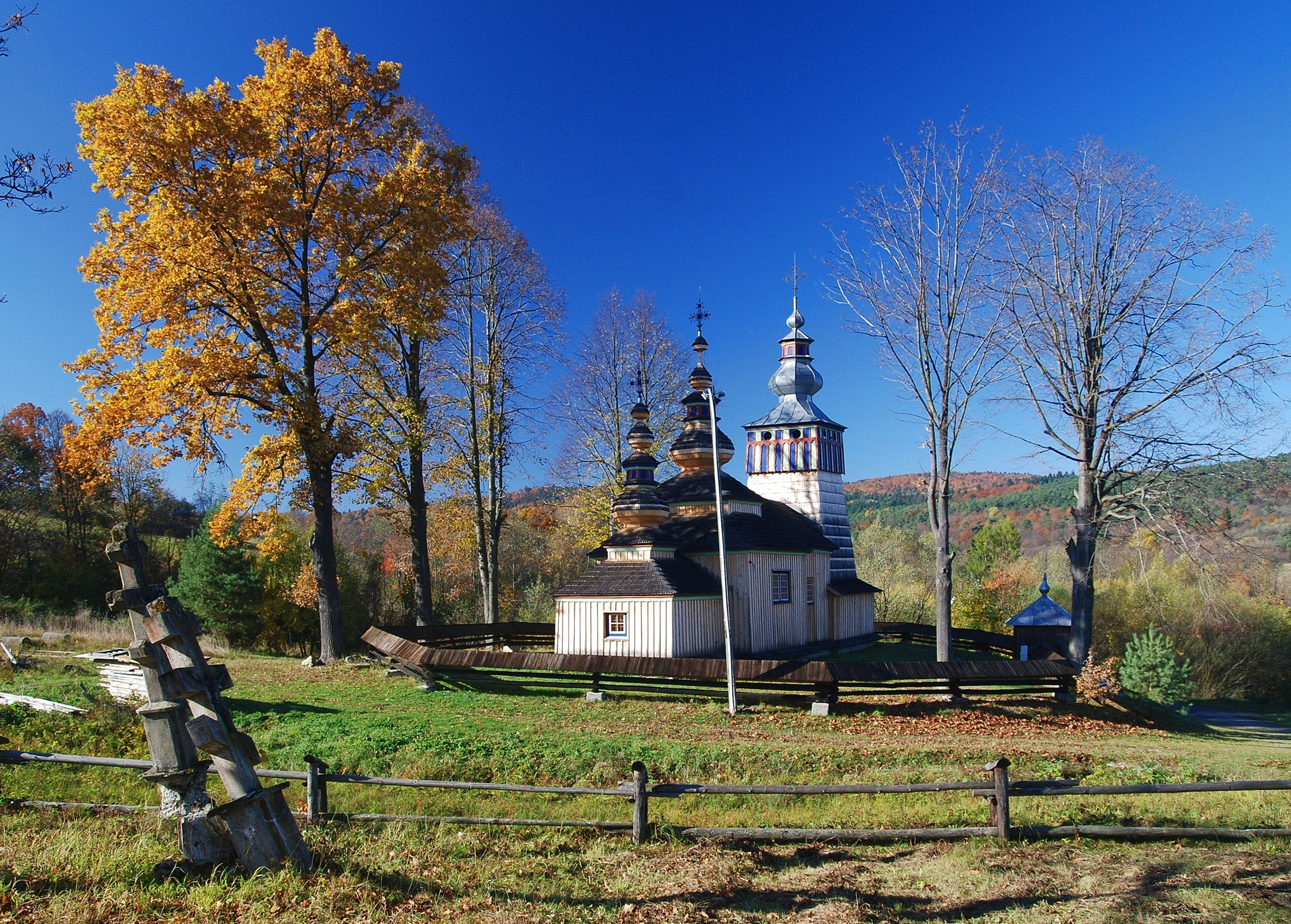
Widok od strony wschodniej
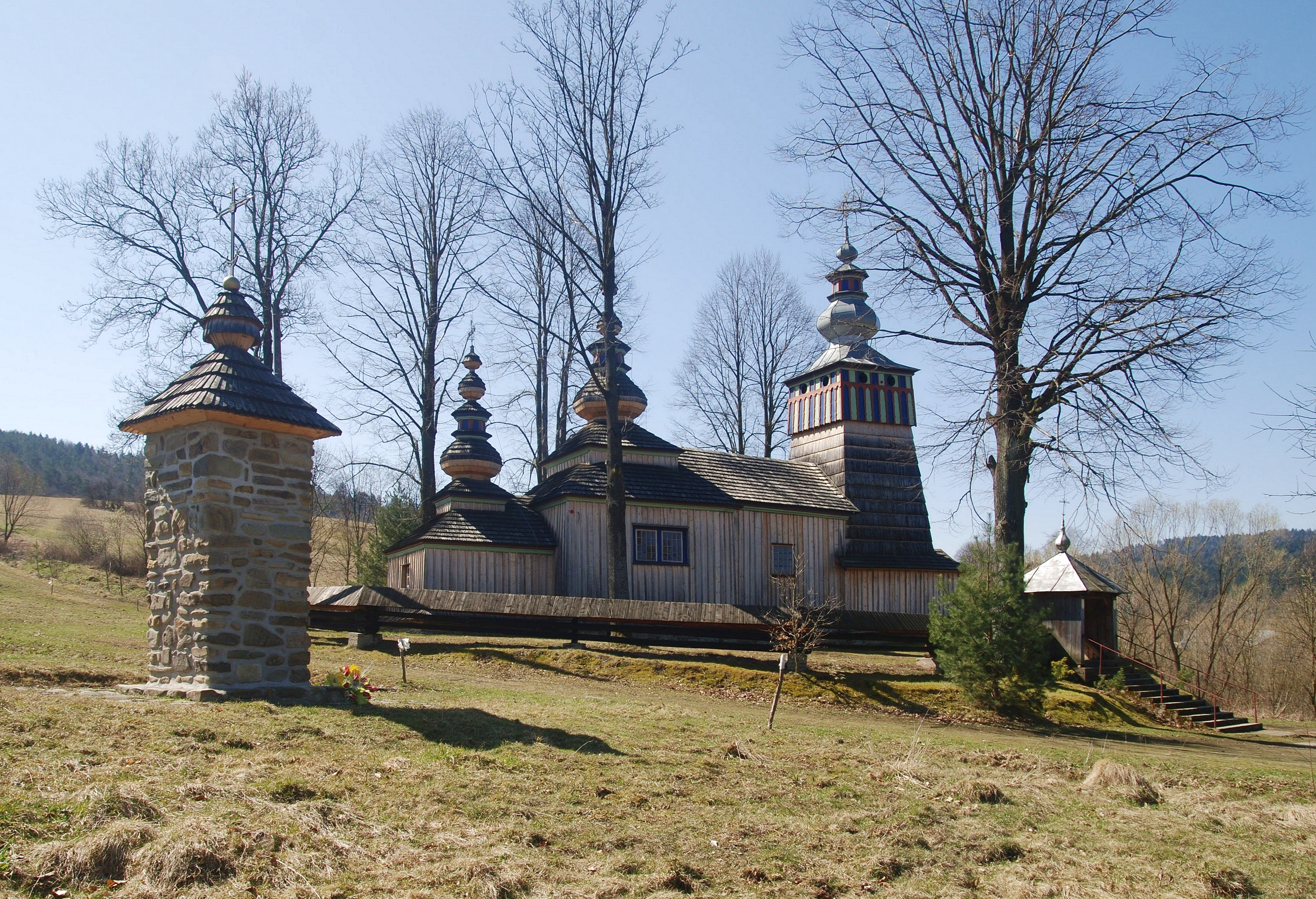
Widok od północnego wschodu
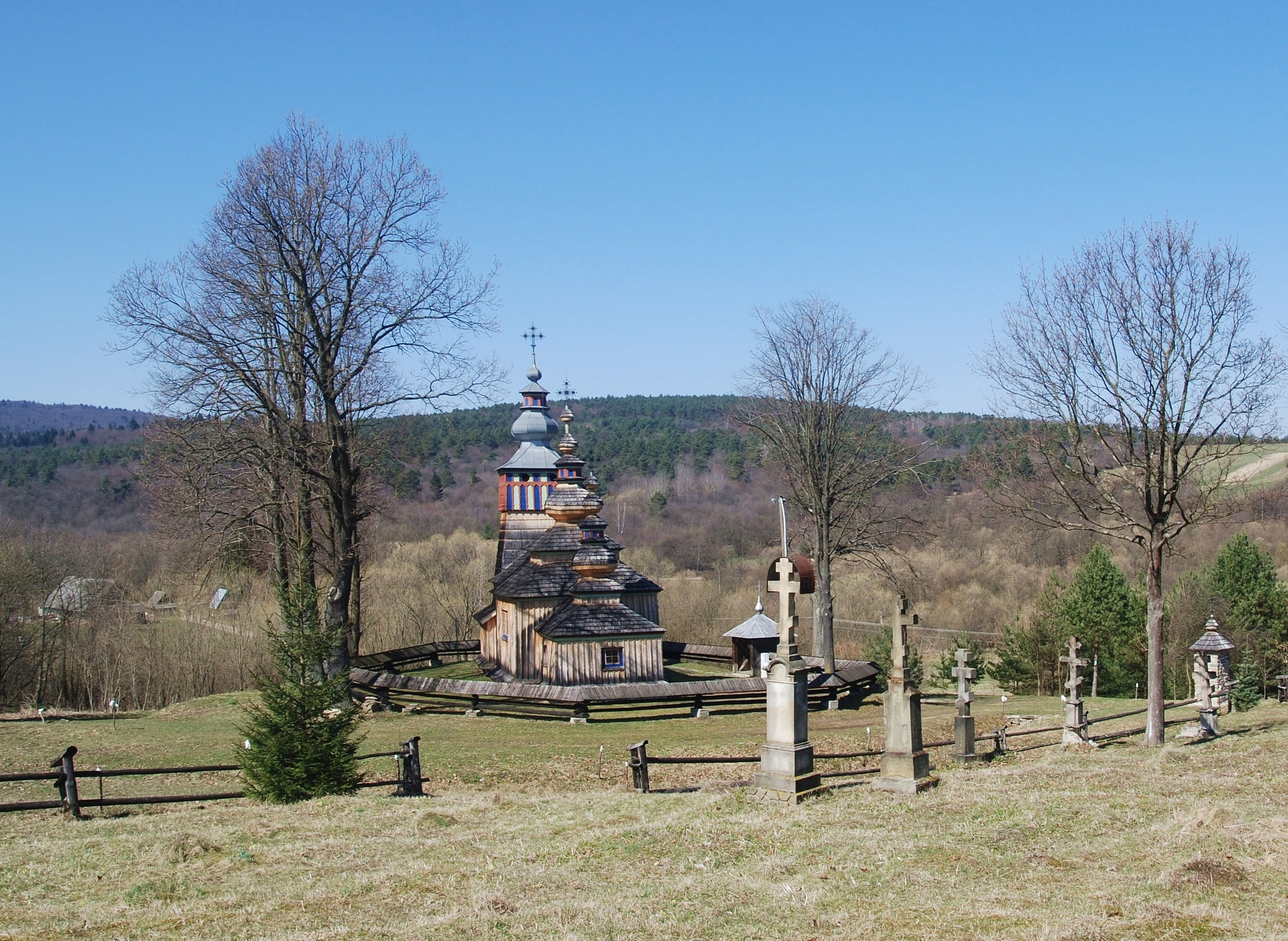
Cmentarz przycerkiewny
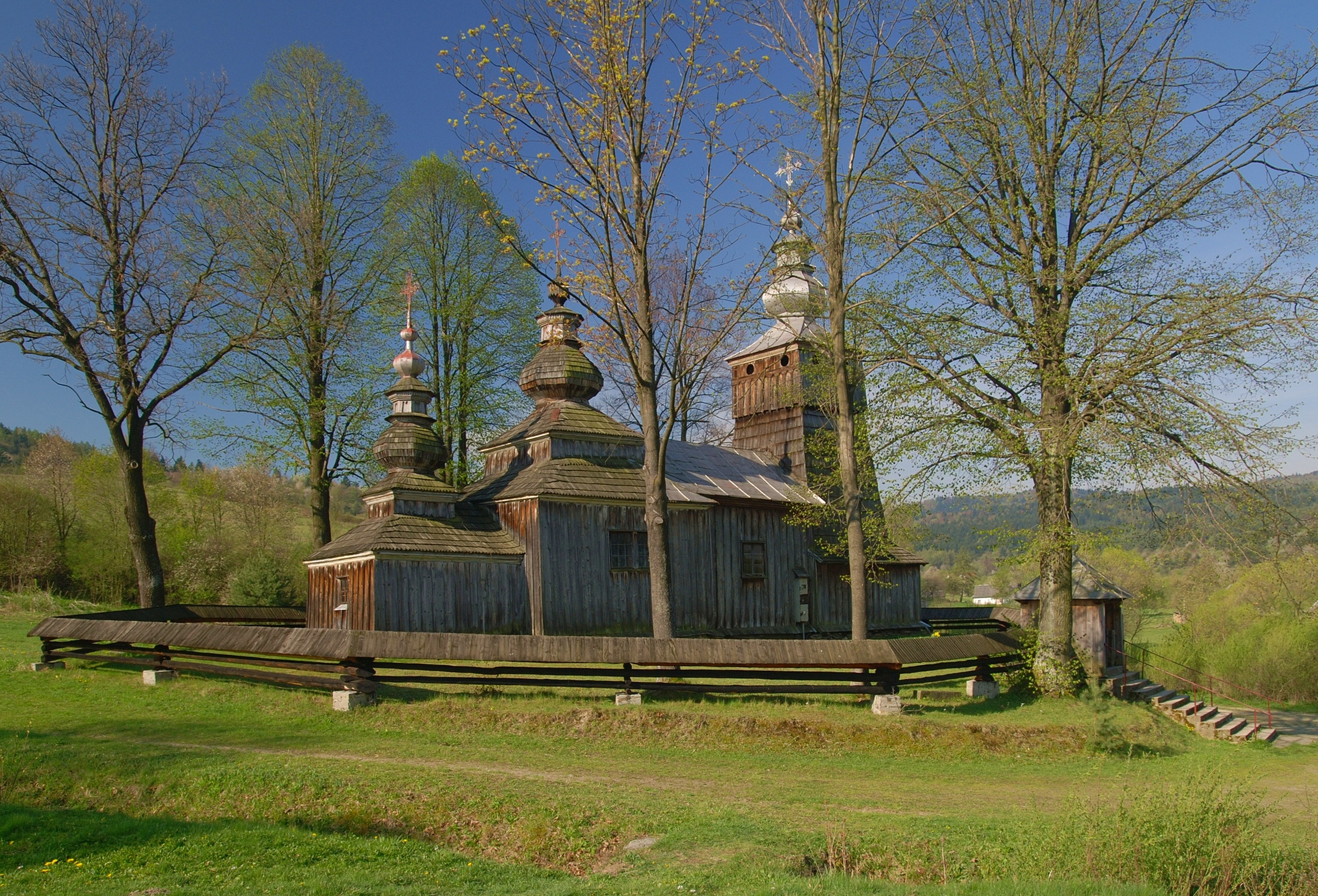
Przed remontem, 2009
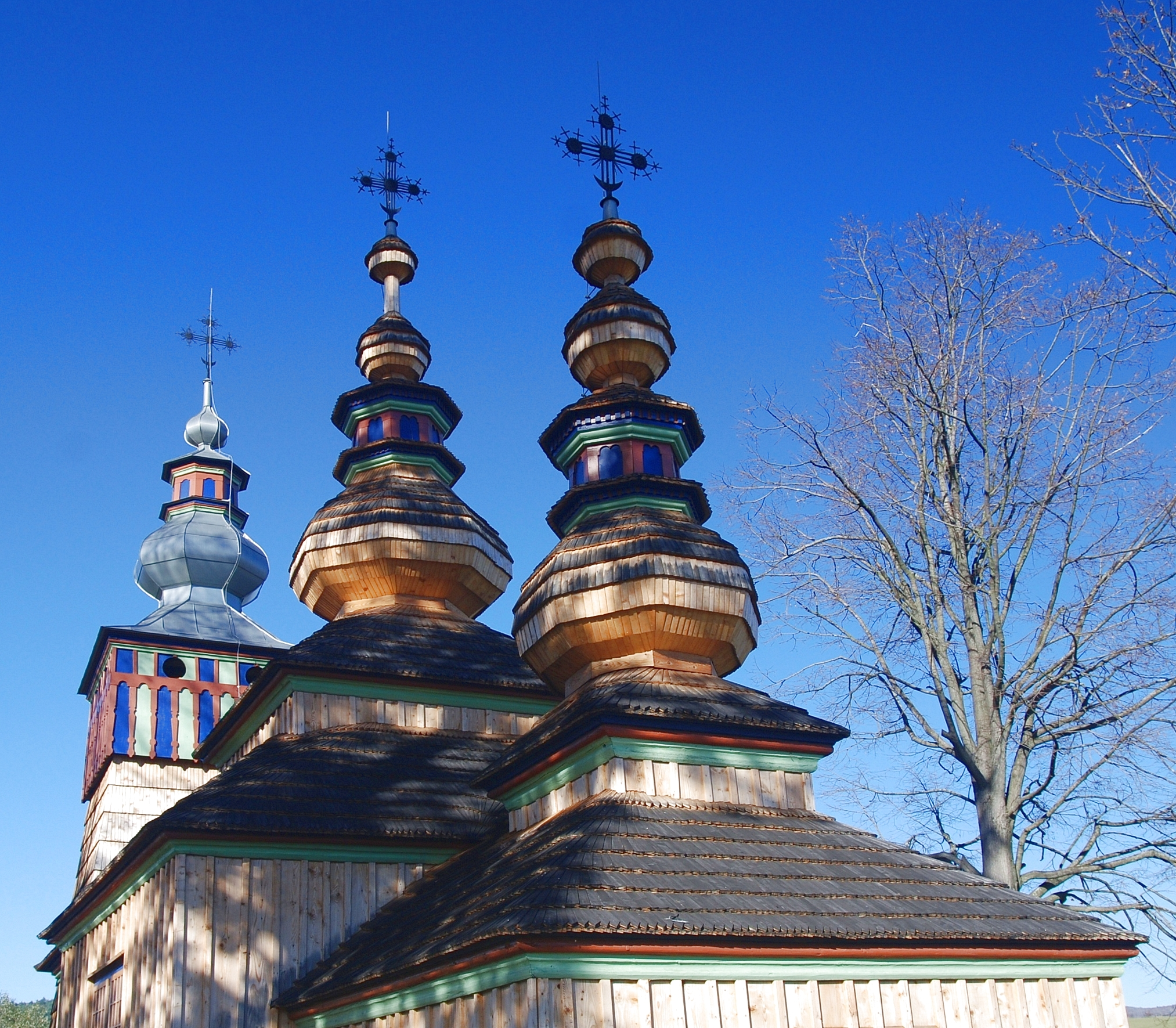
Wieże
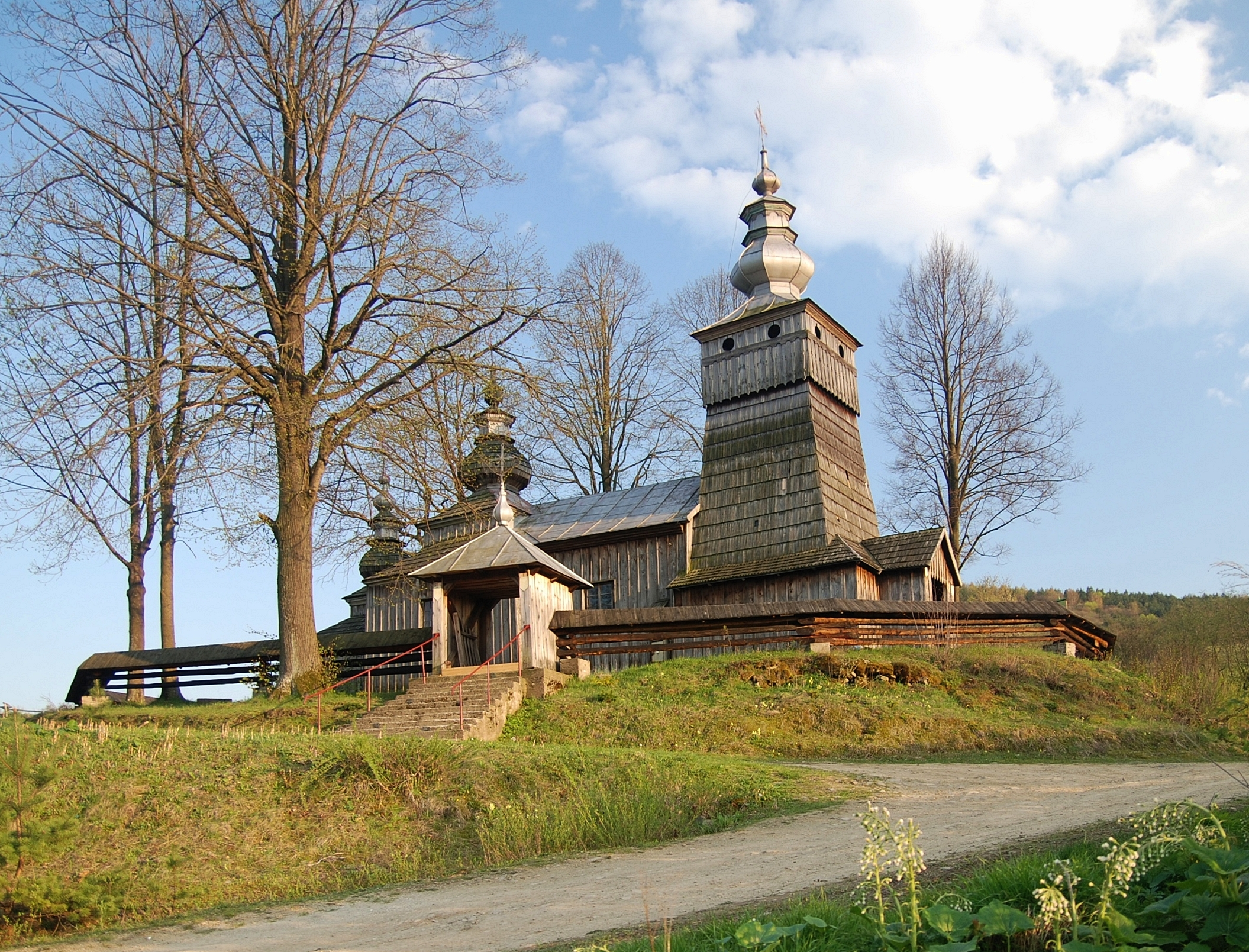
Przed remontem, 2008